# Gustavo Pinedo
Gustavo Pinedo Zabala (ur. 18 lutego 1988 roku w La Paz) – boliwijski piłkarz, występujący na pozycji pomocnika.

## Kariera piłkarska

### Kariera klubowa
Wychowanek Academii Tahuichi w Santa Cruz. W 2006 rozpoczął karierę piłkarską w młodzieżowej drużynie Cádiz CF B, skąd następnego sezonu przeniósł się do Xerez CD. Po sezonie w UD Almería latem 2009 podpisał kontrakt z Czornomorcem Odessa

### Kariera reprezentacyjna
Występował w juniorskiej i młodzieżowej reprezentacjach. W 2007 debiutował w narodowej reprezentacji.